# Micrathyria dythemoides
Micrathyria dythemoides – gatunek ważki z rodziny ważkowatych (Libellulidae). Występuje na terenie Ameryki Południowej i Karaibów.